# Kasabian (album)
Kasabian je debutové studiové album britské rockové skupiny Kasabian vydané 6. září 2004. Z alba bylo vydáno pět singlů.

## Pozadí alba
Jedná se o jediné kompletní album, na kterém se podílel hlavní kytarista a autor písní Christopher Karloff, který kapelu opustil během nahrávání dalšího alba Empire. Na albu se vystřídalo několik bubeníků. Po vydání alba se ke kapele na plný úvazek připojil bubeník Ian Matthews.
Singl „Club Foot“ byl věnován českému studentovi Janu Palachovi, který se v roce 1969 upálil na protest proti okupaci Československa.

## Seznam skladeb
| Pořadí | Název                         | Délka |
| ------ | ----------------------------- | ----- |
| 1.     | "Club Foot"                   | 3:34  |
| 2.     | "Processed Beats"             | 3:08  |
| 3.     | "Reason Is Treason"           | 4:35  |
| 4.     | "I.D."                        | 4:47  |
| 5.     | "Orange"                      | 0:46  |
| 6.     | "L.S.F. (Lost Souls Forever)" | 3:17  |
| 7.     | "Running Battle"              | 4:15  |
| 8.     | "Test Transmission"           | 3:55  |
| 9.     | "Pinch Roller"                | 1:13  |
| 10.    | nepojmenováno                 | 4:38  |
| 11.    | "Butcher Blues"               | 4:28  |
| 12.    | "Ovary Stripe"                | 3:50  |
| 13.    | "U Boat"                      | 10:51 |

## Obsazení
- Tom Meighan – zpěv, doprovodné vokály
- Sergio Pizzorno – rytmická kytara, syntezátory, zpěv, doprovodné vokály
- Christopher Karloff – sólová kytara, syntezátory, omnichord, basová kytara
- Chris Edwards – basová kytara
- Ian Matthews – bicí
- Ryan Glover – bicí
- Daniel Ralph Martin – bicí
- Mitch Glover – bicí